# بلدة جيوبينغاوك
بلدة جيوبينغاوك (بالإنجليزية: Gyobingauk Township) هي بلدة تقع ضمن مقاطعة ثاراوادي في منطقة باغو، ميانمار. المركز الإداري للبلدة هو مدينة جيوبينغاوك.

## الجغرافيا
تُعد البلدة جزءًا من السهل الأوسط في ميانمار، وتحيط بها أراضٍ زراعية وغابات موسمية. تتصل عبر شبكة من الطرق بالبلدات المجاورة، وتُعد من المناطق ذات الكثافة السكانية المتوسطة.

## الاقتصاد
يعتمد اقتصاد بلدة جيوبينغاوك بشكل أساسي على الزراعة، خاصة زراعة الأرز والمحاصيل الموسمية. كما توجد بعض الأنشطة الحرفية والتجارية المحلية المرتبطة بالمجتمع الريفي.

## السكان
لا تتوفر بيانات دقيقة حديثة عن عدد السكان، إلا أن البلدة تضم مزيجًا من المجموعات العرقية، وتنتشر فيها الديانة البوذية كدين رئيسي، إلى جانب أقليات أخرى.